# Praeconvoluta castinea
Praeconvoluta castinea är en plattmaskart som beskrevs av Hooge och Tyler 2003. Praeconvoluta castinea ingår i släktet Praeconvoluta och familjen Isodiametridae. Inga underarter finns listade i Catalogue of Life.